# سیارک ۶۳۷

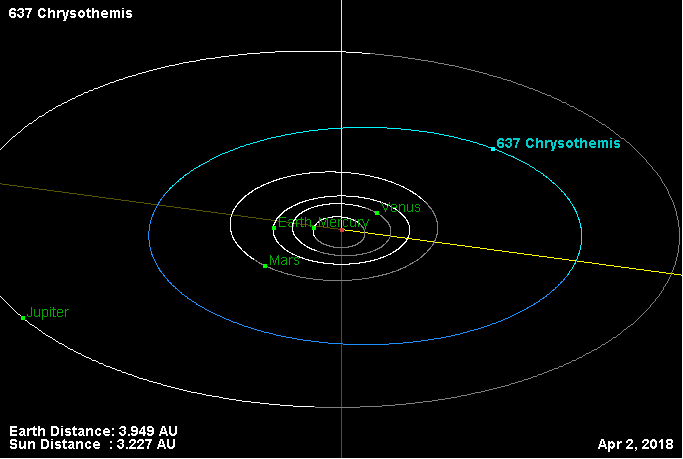
نمایی از محل قرارگیری سیارک ۶۳۷ در مدار – ۲۰۱۸

سیارک ۶۳۷ (به انگلیسی: 637 Chrysothemis، نامگذاری:1907YE) ششصد و سی و هفتمین سیارک کشف شده‌است که در ۱۱ مارس ۱۹۰۷ کشف شد.
قدر مطلق سیارک برابر ۱۱٫۰۰ است.